# 녹색따오기
녹색따오기(Green ibis)는 저어새과에 속하는 따오기아과의 한 종이다. 이 새는 녹색따오기속(Mesembrinibis)의 유일한 종이다.
이 종은 온두라스에서 니카라과, 코스타리카, 서부 파나마를 거쳐 남아메리카에서 북부 아르헨티나까지 서식하는 번식자이다. 건기에는 지역적으로 계절 이동을 한다.

## 묘사

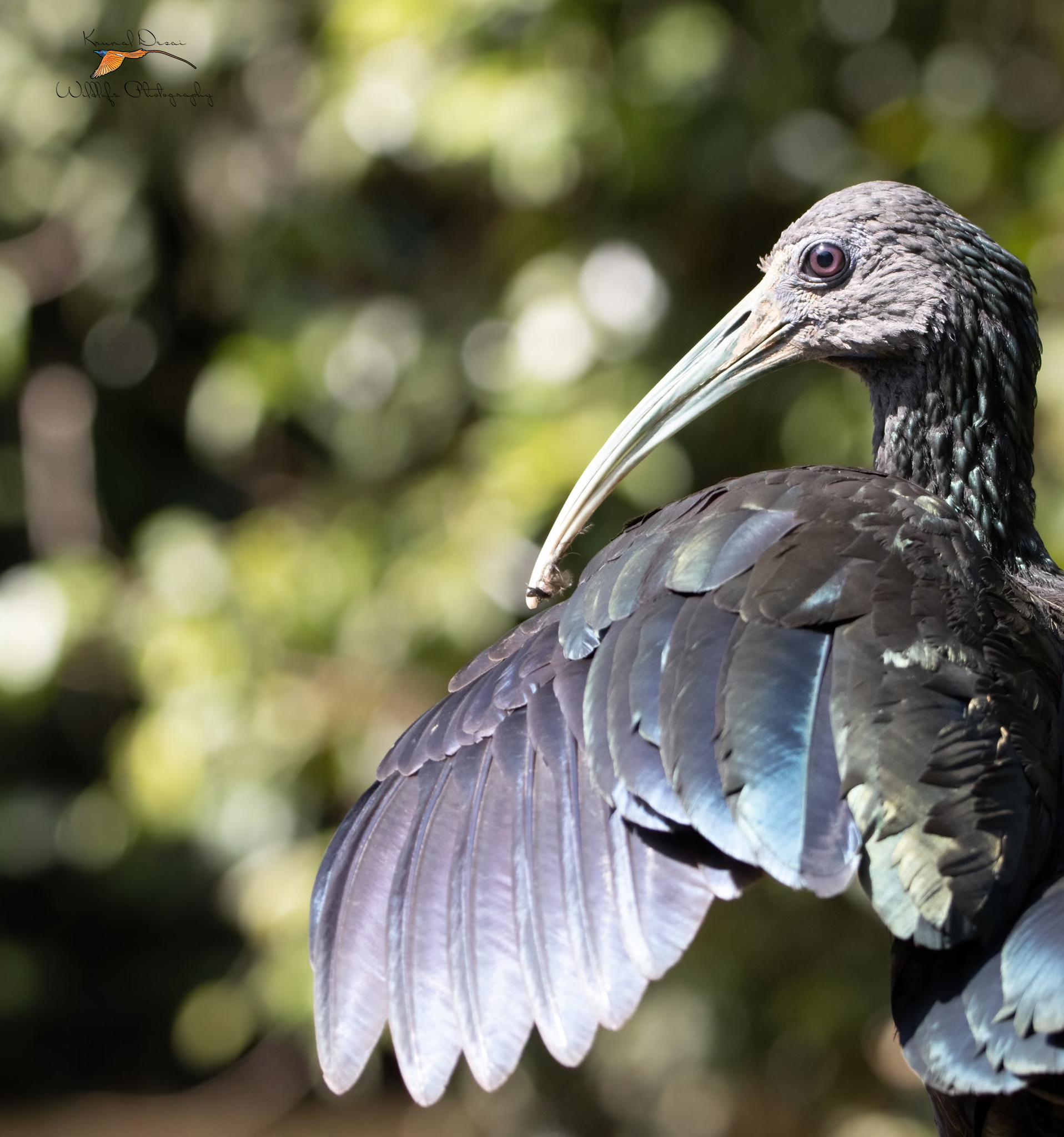
녹색따오기는 토르투게로 국립공원에 통나무 위에 앉아 있다.

녹색따오기는 중간 크기의 따오기아과로, 짧은 다리와 길고 가늘며 구부러진 부리를 가지고 있다. 몸길이는 45~60cm이고 질량은 700~890g이다. 깃털이 동일한 성별은 수컷이지만 크기가 다소 겹친다. 번식하는 성체는 광택이 나는 녹갈색 몸, 옅은 녹색 다리와 부리, 회색 맨얼굴 피부 반점을 가지고 있다. 어린 개체는 훨씬 더 둔하지만, 부피가 크고 다리가 짧고 날개가 넓다는 점에서 비슷한 적갈색따오기와 구별할 수 있다. 이 종은 다른 따오기와 마찬가지로 목을 쭉 뻗은 채 날아간다. 비행 속도는 무겁고, 친척보다 활공과 변덕스러운 날개짓이 적다.
속이 비어 있고, 윙윙거리며, 가속하는 소리를 가지고 있으며, 주로 새벽과 황혼에 들린다. kro kro 또는 koro koro 표기되며, 이 소리는 "멜로"로 묘사된다.

### 유사 종
밝은 빛에서 보면 녹색따오기는 뚜렷하게 어둡고 다른 따오기와 혼동될 가능성이 낮다. 그러나 어두운 빛에서는 적갈색따오기와 혼동될 수 있으며, 후자 (색이 청동색-적갈객)는 다리가 길고 체격이 더 얇다.

## 분포 및 서식지
녹색따오기는 코스타리카 남쪽에서 아르헨티나 북부와 파라과이까지 서식한다. 그러나 온두라스까지 북쪽에서 목격된 적이 있으며, 화석 기록에 따르면 이 종은 이전에는 미국 캔자스주까지 북쪽에서 서식한 것으로 나타났다. 이 종은 특히 늪지대와 강과 호수 가장자리를 따라, 해발 500m까지 다양한 숲이 우거진 습지 서식지에서 발견된다.

## 행동
녹색따오기는 주로 주름이 많다. 친척들보다 덜 사교적이며, 보통 단독으로 또는 쌍으로 보인다. 혼합 종 무리에서 먹이를 찾을 때는 주로 다른 녹색따오기들 사이에서 가장자리에 머무르는 경향이 있다. 정기적으로 나무에 앉다.

### 먹이
다른 따오기와 마찬가지로 물고기, 개구리 및 기타 수생생물과 곤충을 먹는다.

### 번식
그 둥지는 나무 높이 세워진 나뭇가지들로 이루어진 희미한 플랫폼이다. 같은 나무에 둥지를 틀고 있는 뱀눈새들을 괴롭히는 것으로 기록되어 있다.

## 보존 상태 및 위협
넓은 분포 범위와 많은 개체 수 때문에 녹색따오기는 국제자연보전연맹(IUCN)에서 가장 우려하지 않는 종으로 평가받고 있지만, 개체 수는 감소하고 있는 것으로 보인다. 적어도 가끔씩 중남미 국가 주민들이 사냥하고 먹는다.
멕시코수리는 녹색따오기를 잡아먹는 것으로 알려져 있으며, 한 쌍이 날아다니는 따오기를 쫓고 공격하여 땅으로 몰아넣는 모습을 관찰했다. 그들은 머리를 반복적으로 쪼아 죽였다.